# Trnava (Novi Pazar)
Trnava (szerbül: Трнава), település Szerbiában, a Raškai körzet Novi Pazar községében.

## Népesség
- 1948-ban 587 lakosa volt.
- 1953-ban 669 lakosa volt.
- 1961-ben 789 lakosa volt.
- 1971-ben 758 lakosa volt.
- 1981-ben 771 lakosa volt.
- 1991-ben 834 lakosa volt.
- 2002-ben 694 lakosa volt, akik közül 662 bosnyák (95,38%), 25 szerb (3,6%), 5 muzulmán és 1 jugoszláv.